# Šitao
Šitao ili Ši Tao (uprošćeni kineski: 石涛; tradicionalni kineski: 石濤; pinjin: Shí Tāo; Vejd-Džajls: Shih-t'ao; 1642–1707), rođen u carskom klanu Ming dinastije kao Zhu Ruoji (朱若極), bio je kineski pejzažni slikar tokom rane dinastije Ćing (1644–1911).
Rođen u Đuendžou okrugu provincije Guangsi, Šitao je bio član kraljevske kuće koja vodi poreklo od starijeg brata Džu Juendžanga. On je usko izbegao katastrofu 1644. godine kada je dinastija Ming pala pod invazijom Mančusa i usled građanske pobune. On je igrom slučaja izbegao sudbinu kojoj je podlegla njegova familija. On je uzeo ime Juenđi Šitao najkasnije do 1651. godine, kada je postao budistički monah.
On se preselio iz Vučanga, gde je započeo svoje versko podučavanje, u Anhuej tokom 1660-ih. U periodu 1680-ih je živeo u Nankingu i Jangdžou, a 1690. preselio se u Peking kako bi pronašao pokroviteljstvo radi svoje promocije u monaškom sistemu. Frustriran zbog toga što nije uspeo da nađe zaštitnika, Šitao se 1693. preobratio u daoizam i vratio se u Jangdžou, gde je ostao do smrti 1707. U kasnim godinama, kako se navodi, pozdravio je Kansi cara u poseti Jangdžou. Gejuan bašta uzgaja kineske varijacije bambusa koje je Šitao voleo.

## Imena
Šitao je koristio više od deset umetničkih pseudonima tokom svog života. Poput i za razliku od Bada Šanžen, njegovi osećaji prema svojoj porodičnoj istoriji mogu se duboko osetiti iz njih.
Među najčešće korišćenim imenima su bila Šitao (Kameni talas -  石涛), Daođi (道濟; Tao-či), Kugua Hešang (Monarh gorke dinje -苦瓜和尚), Juan Ji (Poreklo spasenja - 原濟), Sja Cuendže (Časni slepac - 瞎尊者, slep za svetovne požude), Dadici (Očišćeni - 大滌子).
Kao budistički preobraženik, on je isto tako bio poznat i po monaškom imenu Juan Ji (原濟)
Ime Da Dici je prihvatio kad se Šitao odrekao svog budizma  i prihvatio daoizam. To ime je takođe koristio za svoj dom u Jangdžou (Da Di sala - 大滌堂).

## Umetnost
Šitao je jedan od najpoznatijih slikara individualista ranih Čing godina. Umetnost koju je on stvorio bila je revolucionarna u svojim kršenjima rigidno kodifikovanih tehnika i stilova koji su diktirali ono što se smatralo lepim. Imitacija je cenjena zbog inovativnosti, i mada su na njega očito uticali njegovi prethodnici (naime Ni Can i Li Jong), njegova umetnost je raskidala s njihovom uzorom na nekoliko novih i fascinantnih načina.
Njegove formalne inovacije u prikazu uključuju skretanje pažnje na sam lik slikanja korišćenjem ispiranja i zadebljanja, impresionističkih kista, kao i interesovanjem za subjektivnu perspektivu i upotrebu negativnog ili belog prostora za sugestiju distance. Stilske inovacije Ši Taoa teško je smestiti u kontekst tog razdoblja. U kolofonu iz 1686. godine, Šitao je napisao: „U slikarstvu postoje južne i severne škole, a u kaligrafiji metode dva Vanga (Vang Sidži i njegov sin Vang Sjendži).” Džang Žung (443–497) jednom napomenuo je: „Ne žalim zbog toga što ne delim metode dvojice Vanga“, nego što dva Vanga nisu delila moje metode. Ako me neko pita da li ja [Šitao] pratim južnu ili severnu školu ili da li me sledi bilo koja od škola, smejem se iz stomaka i odgovaram: Ja uvek koristim svoj metod!”
Šitao je napisao nekoliko teorijskih radova, uključujući Izreke o slikarstvu Monarha gorke dinje (Kugua Hešang). On je više puta naglasio upotrebu „jednog poteza kistom” ili „primordijalne linije” kao koren svih njegovih slika. On ovu ideju koristi u tankim zgusnutim linijama svojih slika. Velike prazne površine u njegovom radu takođe služe za razlikovanje njegovog jedinstvenog stila. Ostala važna dela uključuju esej Huaju Lu (Krug diskusija o slikarstvu) gde on ponavlja i pojašnjava ove ideje. On je isto tako poredio poeziju sa slikarstvom. On je želeo da upotrebi boju za prenos poruke zen budizma bez upotrebe reči.

## Napomene
1. ↑  Paraphrased. The colophon was added to a 1667 hanging scroll of Huang Shan.

## Literatura
- Hay, Jonathan (2001). Shitao: Painting and Modernity in Early Qing China. New York: Cambridge University Press. ISBN 9780521393423.
- Coleman, Earle (1978). Philosophy of Painting by Shih-T'Ao: A Translation and Exposition of His Hua-P'u (Treatise on the Philosophy of Painting) (Studies in Philosophy). The Hague (Noordeinde 41): de Gruyter Mouton. ISBN 978-9027977564.
- Clark, Sir Kenneth, Landscape into Art, 1949, page refs to Penguin edn of 1961
- Dreikausen, Margret, "Aerial Perception: The Earth as Seen from Aircraft and Spacecraft and Its Influence on Contemporary Art" (Associated University Presses: Cranbury, NJ; London; Mississauga, Ontario: 1985)  0-87982-040-3
- Growth, Paul Erling Wilson, Chris,. Everyday America: Cultural Landscape Studies After J.B. Jackson. ISBN 0520229614., 2003, University of California Press, , 9780520229617, google books
- Hugh Honour and John Fleming, A World History of Art,1st edn. 1982 & later editions, Macmillan, London, page refs to 1984 Macmillan 1st edn. paperback.  0-333-37185-2
- Ingold, Tim, "Being Alive", 2011, Routledge, Abingdon
- Jackson, John B., "The Word Itself", in The Cultural Geography Reader. ISBN 1134113161., Eds. Tim Oakes, Patricia Lynn Price, 2008, Routledge, , 9781134113163
- Paine, Robert Treat, in: Paine, R. T. & Soper A, "The Art and Architecture of Japan", Pelican History of Art, 3rd ed 1981, Penguin (now Yale History of Art),  0-14-056108-0
- Plesu, Andrei (2007). Pittoresque et mélancolie : Une analyse du sentiment de la nature dans la culture européenne., Somogy éditions d'art,
- Reitlinger, Gerald; The Economics of Taste, Vol I: The Rise and Fall of Picture Prices 1760-1960, Barrie and Rockliffe, London, 1961
- Sickman, Laurence, in: Sickman L & Soper A, "The Art and Architecture of China", Pelican History of Art, 3rd ed 1971, Penguin (now Yale History of Art), LOC 70-125675
- Silver, Larry (2012). Peasant Scenes and Landscapes: The Rise of Pictorial Genres in the Antwerp Art Market., University of Pennsylvania Press,
- Slive, Seymour; Hoetink, Hendrik Richard, "Jacob van Ruisdael" (Abbeville Press: New York: 1981  978-0-89659-226-1
- Virtual Vault, an online exhibition of Canadian historical art at Library and Archives Canada
- Wilton, Andrew; T J Barringer; Tate Britain (Gallery); Pennsylvania Academy of the Fine Arts.; Minneapolis Institute of Arts. American sublime : landscape painting in the United States, 1820-1880 (Princeton, NJ : Princeton University Press, 2002)
- Watson, William, Style in the Arts of China. ISBN 0140218637., 1974, Penguin,
- Watson, William. The Great Japan Exhibition: Art of the Edo Period 1600–1868., 1981, Royal Academy of Arts/Weidenfeld & Nicolson
- Andrew Wilton & Anne Lyles, The Great Age of British Watercolours, 1750–1880. ISBN 3791312545., 1993, Prestel,
- Christopher S Wood, Albrecht Altdorfer and the Origins of Landscape, 1993, Reaktion Books, London,  0-948462-46-9
- American paradise: the world of the Hudson River school. New York: The Metropolitan Museum of Art. 1987. ISBN 9780870994968.
- Büttner, Nils. "Landscape Painting. A History", New/York/London 2006
- Fong, Wen C.;  . (2008). Landscapes clear and radiant: the art of Wang Hui (1632-1717). New York: The Metropolitan Museum of Art. ISBN 9781588392916.
- The Landscape in Twentieth-Century American Art. American Federation of Arts. 1991. ISBN 0-8478-1303-7., Selections from the Metropolitan Museum of Art, Rizzoli, NY 1991, . Introduction by Robert Rosenblum, and essays by Lowery Stokes Sims and Lisa Messinger.